# Борго Карандина (Ферара)
Борго Карандина (итал. Borgo Carandina) је насеље у Италији у округу Ферара, региону Емилија-Ромања.
Према процени из 2011. у насељу је живело 39 становника. Насеље се налази на надморској висини од 3 м.